# Machilus wangchiana
Machilus wangchiana är en lagerväxtart som beskrevs av Woon Young Chun. Machilus wangchiana ingår i släktet Machilus och familjen lagerväxter. Inga underarter finns listade i Catalogue of Life.